# Xinliao
Xinliao (kinesiska: 新寮) är en köping i sydöstra Kina. Den ligger i Xuwen härad i staden Zhanjiang i provinsen Guangdong, omkring 400 kilometer sydväst om provinshuvudstaden Guangzhou. Antalet invånare är 26 495. Befolkningen består av 12 733 kvinnor och 13 762 män. Barn under 15 år utgör 26,0 %, vuxna 15-64 år 64 %, och äldre över 65 år 9,0 %.